# Dioptis restricta
Dioptis restricta är en fjärilsart som beskrevs av W. Warren 1901. Dioptis restricta ingår i släktet Dioptis och familjen tandspinnare. Inga underarter finns listade i Catalogue of Life.